# Distrikt Vargas Guerra
Der Distrikt Vargas Guerra liegt in der Provinz Ucayali in der Region Loreto in Nordost-Peru. Der Distrikt wurde am 8. Juni 1936 gegründet. Benannt wurde der Distrikt nach Alfredo Vargas Guerra (1910–1933), einen Nationalhelden im kolumbianisch-peruanischen Krieg.
Der Distrikt besitzt eine Fläche von 1898 km². Beim Zensus 2017 wurden 7572 Einwohner gezählt. Im Jahr 1993 lag die Einwohnerzahl 7013, im Jahr 2007 bei 8219. Sitz der Distriktverwaltung ist die 130 m hoch am Westufer des Río Ucayali gelegene Kleinstadt Orellana mit 6324 Einwohnern (Stand 2017). Orellana liegt 50 km nordnordwestlich der Provinzhauptstadt Contamana.
Das Gebiet wird von der indigenen Volksgruppe der Shipibo-Conibo, die der Pano-Sprachfamilie angehören, besiedelt.

## Geographische Lage
Der Distrikt Vargas Guerra liegt im peruanischen Teil des Amazonasbeckens im zentralen Norden der Provinz Ucayali. Der Distrikt hat eine Längsausdehnung in Ost-West-Richtung von 90 km sowie eine maximale Breite von 55 km. Er reicht im äußersten Westen bis zur Cordillera Azul. Der Río Ucayali durchquert den Distrikt mittig in nördlicher Richtung. Der westliche Teil des Distrikts erstreckt sich über das Einzugsgebiet des Río Sarayaquillo, ein linker Nebenfluss des Río Ucayali. Die südliche Distriktgrenze östlich des Río Ucayali verläuft entlang dem Höhenkamm Cerro Canchahuaya.
Der Distrikt Vargas Guerra grenzt im Süden an die Distrikte Contamana, Pampa Hermosa und Inahuaya, im Norden an den Distrikt Sarayacu sowie im Osten an den Distrikt Maquía (Provinz Requena).